# Dennis Cagara
Dennis Mengoy Cagara (født 19. februar 1985 i Brøndbyøster) er en tidligere dansk fodboldspiller af filippinsk afstamning, der spillede venstre back. Cagara har repræsenteret Danmark på flere ungdomslandshold.

## Karriere
Hans fodboldkarriere begyndte i Brøndby IF som 4 årig og i 2002 fik han som blot 17 år fik sin senior debut under Michael Laudrup og han skiftede til tysk fodbold i 2004. Her fik han sin debut for Hertha Berlin mod Bayern München og efterfølgende år blev han udlejet til Dynamo Dresden i 2. Bundesligaen hvor han havde utrolig stor succes. Men 2 akillessene skader og knap 18 mdr. pause blev han i 2007 udlejet til FC Nordsjælland. Den følgende sommer skiftede han permanent tilbage til Danmark og FC Nordsjælland hvor han var fastmand i hele perioden. I februar 2010 skiftede Cagara på fri transfer til AGF på en kontrakt varende et halvt år pga. en forskerordning som gjorde han skulle udlands igen. Få dage inden et stort skifte til storklubben Sturm Graz i Østrig. (blev mestre og spillede Champions League den sæson) pådrog Cagara sig endnu en akillesene skade og denne gang i sit venstre ben. 8 mdr. genoptræning i sin barndomsklub Brøndby IF, gav ham comeback til prof. Fodbold igen. 
Lyngby BK i superligaen, 2. Bundesliga klubber som Frankfurt og Karlsruher SC. Men skader tillod desværre ikke det store gennembrud. 
Cagara sluttede officielt prof. Karrieren i Lyngby BK i 2014. 
Grundet sine filippinske rødder (han har dansk mor og filippinsk far) er Dennis Cagara ved flere lejligheder blevet kontaktet af det filippinske fodboldforbund og spurgt om han vil spille for det filippinske landshold. Hvor han har optrådt flere gange.
Dennis har en ældre bror, Sunny Cagara, der er entertainer og har deltaget i Talent 2009.

## Familie
Han har en storebror, Sunny Go Cagara er en dansk tryllekunstner og entertainer af filippinsk afstamning (født 11. december 1980 i Brøndbyøster), som er blevet landskendt gennem sine optrædener i TV-shows som Scenen er din (2006) og Talent 2009 på DR1.

## Eksterne Henvisninger
- Dennis Cagaras spillerprofil i DBU's Landsholdsdatabase
- Dennis Cagaras profil hos Tysklands fodboldforbund (tysk)
- Dennis Cagaras spillerprofil på Transfermarkt (engelsk)
- Dennis Cagaras spillerprofil på national-football-teams.com (engelsk)
- Dennis Cagaras profil hos FootballDatabase.eu (engelsk)
- Dennis Cagaras profil hos fussballdaten.de (tysk)
- Dennis Cagaras spillerprofil på Soccerway (engelsk)